# Saúl Morales
Saúl Morales Corral (* Madrid, 3 de mayo de 1974 - † Caucete, San Juan, Argentina, 28 de febrero de 2000) fue un ciclista español.
Llegó al ciclismo profesional en 1999, en el equipo Fuenlabrada. Aquel año su compañero Manuel Sanroma falleció durante la Volta a Cataluña. Tres años antes, otro corredor del Fuenlabrada, José Antonio Espinosa, murió tras sufrir un accidente en un critérium.
Morales corrió la misma suerte que sus compañeros. En 2000, durante la Vuelta a la Argentina, fue atropellado por un camión que accidentalmente se introdujo en la carretera por donde circulaba la carrera. Muchos equipos abandonaron la carrera en señal de protesta. La muerte de Morales no fue el primer incidente ocurrido en esa carrera. Desde entonces, no se volvió a organizar la Vuelta a Argentina.
La única victoria como profesional de Morales fue una etapa en la Vuelta a Venezuela de 1999.
Sus restos mortales descansan en el cementerio municipal de Leganés. La sepultura recibe numerosas visitas de aficionados al ciclismo, que lo siguen recordando como un campeón más de tres lustros después de su fallecimiento.

## Palmarés
1999
- 1 etapa de la Vuelta a Venezuela

## Equipos
- Fuenlabrada (1999-2000)
  - Fuenlabrada-Cafés Toscaf (1999)
  - Colchón Relax-Fuenlabrada (2000)